# Samostan i crkva sv. Franje u Puli
44°52′11.8″N 13°50′37.5″E / 44.869944°N 13.843750°E
Samostan i crkva sv. Franje u Puli smješteni su na zapadnoj padini pulskog brežuljka, na pola puta između Foruma i srednjovjekovne utvrde na vrhu, na mjestu gdje je prije toga bio ranokršćanski kompleks sv. Ivana Krstitelja.
Franjevci su došli u Pulu neposredno nakon što je sv. Franjo utemeljio franjevački red, usmenim pristankom pape Inocenta III. 1209. godine.
Franjevački gotički sklop samostana i crkve dovršen je već krajem sedamdesetih godina 13. st., građen od majstora graditelja fra Jakova Puljanina, koncipiran u skladu s pravilima propovjedničkog reda donesenih u Narboni 1260. godine. To podrazumijeva tipičan pravokutni tlocrt crkve s četvrtastim svetištem, jednozidnim zvonikom, klaustrom i samostanom s prostorijama za stanovanje fratara, kapitularnom dvoranom, refektorijom i sakristijom koja povezuje samostan s korom u crkvi. 
Crkva je oblikom jednostavna i stroga, kao što i dolikuje crkvi prosjačkog reda. Fina obrada kamenih kvadera od kojih su sagrađeni zidovi upućuje na zaključak o vrhunskoj vještini majstora koji su sudjelovali u gradnji. Na glavnom oltaru veliki drveni, pozlaćeni poliptih iz sredine 15. st. nastao pod utjecajem škole Vivarinija, jedno je od najvrednijih djela drvene gotičke plastike u Istri. Na središnjem je polju visoki reljef Bogorodice s Kristom, a sa strane i u redu iznad reljefa ukupno je 12 svetačkih likova. Poliptih završava izrezbarenim gotičkim fijalama. Samostan ima klaustar s ranorenesansnim stupovima, sagrađen u 15. stoljeću. Uz crkvu gotički je klaustar s renesansnim adaptacijama; u klaustru i pred ulazom u crkvu smješteni su lapidarij srednjovjekovnih spomenika i zbirka kopija zidnih slika iz Istre.
Vrijednost franjevačkog sklopa je u jednostavnoj monumentalnosti nastaloj stapanjem gotičkih oblika i mediteranske tradicije građenja.
U crkvi sv. Franje u Puli nalaze se posmrtni ostaci bl. Otona koji je, prema nekim izvorima, došao u Pulu oko 1235. godine, prigodom osnutka tamošnjega samostana. Umro je u Puli 1241. na glasu svetosti, a brojna ozdravljenja na njegov zavjet bilježe se u mnogim knjigama i martirologijima franjevačkoga reda. U Puli štovanje bl. Otona traje i danas.

## Više informacija
- Franjevački samostan sv. Antuna u Puli
- Franjevački samostan Sv. Franje Asiškoga  Arhivirana inačica izvorne stranice od 4. lipnja 2016. (Wayback Machine)
- otok Veruda